# Ordinariato militar de la República de Croacia
El ordinariato militar de la República de Croacia u ordinariato militar de Croacia (en croata: Vojni ordinarijat u Republici Hrvatskoj) es una circunscripción eclesiástica latina de la Iglesia católica en Croacia, Inmediatamente sujeta a la Santa Sede. El ordinariato militar tiene al obispo Jure Bogdan como su ordinario desde el 30 de noviembre de 2015.

## Territorio y organización
El ordinariato militar tiene jurisdicción personal peculiar ordinaria y propia sobre los fieles católicos militares de rito latino (y otros fieles definidos en los estatutos), incluso si se hallan fuera de las fronteras del país, pero los fieles continúan siendo feligreses también de la diócesis y parroquia de la que forman parte por razón del domicilio o del rito, pues la jurisdicción es cumulativa con el obispo del lugar. Los cuarteles y los lugares reservados a los militares están sometidos primera y principalmente a la jurisdicción del ordinario militar, y subsidiariamente a la jurisdicción del obispo diocesano cuando falta el ordinario militar o sus capellanes. El ordinariato tiene su propio clero, pero los obispos diocesanos le ceden sacerdotes para llevar adelante la tarea de capellanes militares de forma exclusiva o compartida con las diócesis.
La sede del ordinariato militar se encuentra en la ciudad de Zagreb. No tiene catedral.
En 2019 en el ordinariato militar existían 40 parroquias.

## Historia
Mediante la promulgación de la constitución apostólica Spirituali Militum Curae por el papa Juan Pablo II el 21 de abril de 1986 los vicariatos militares fueron renombrados como ordinariatos militares o castrenses y equiparados jurídicamente a las diócesis. Cada ordinariato militar se rige por un estatuto propio emanado de la Santa Sede y tiene a su frente un obispo ordinario nombrado por el papa teniendo en cuenta los acuerdos con los diversos Estados.
El ordinariato militar fue erigido el 25 de abril de 1997 con la bula Qui successimus del papa Juan Pablo II luego de un acuerdo con el Gobierno de Croacia firmado el 19 de diciembre de 1996 en Zagreb. De acuerdo con el artículo 12 § 1 entró en vigor el 9 de abril de 1997 mediante el canje de instrumentos de ratificación en la Ciudad del Vaticano.
El ordinariato militar inició oficialmente su labor el 18 de agosto de 1997 con la lectura de la bula Qui successimus. 
El edificio del ordinariato militar en Zagreb fue inaugurado y bendecido el 5 de agosto de 2003.

## Estadísticas
De acuerdo al Anuario Pontificio 2020 el ordinariato militar en 2019 tenía 37 sacerdotes, 14 religiosos y 2 religiosas.
| Año                                                                             | Población            | Población | Población      | Sacerdotes | Sacerdotes    | Sacerdotes    | Bautizados por sacerdote | Diáconos permanentes | Religiosos | Religiosos | Parroquias |
| Año                                                                             | Bautizados católicos | Total     | % de católicos | Total      | Clero secular | Clero regular | Bautizados por sacerdote | Diáconos permanentes | Varones    | Mujeres    | Parroquias |
| ------------------------------------------------------------------------------- | -------------------- | --------- | -------------- | ---------- | ------------- | ------------- | ------------------------ | -------------------- | ---------- | ---------- | ---------- |
| 1999                                                                            |                      |           |                | 11         | 2             | 9             |                          |                      | 9          |            |            |
| 2000                                                                            |                      |           |                | 23         | 13            | 10            |                          |                      | 10         | 1          |            |
| 2001                                                                            |                      |           |                | 26         | 13            | 13            |                          |                      | 13         | 1          | 29         |
| 2002                                                                            |                      |           |                | 29         | 18            | 11            |                          |                      | 11         | 1          | 29         |
| 2003                                                                            |                      |           |                | 29         | 18            | 11            |                          |                      | 11         | 1          | 28         |
| 2004                                                                            |                      |           |                | 24         | 13            | 11            |                          |                      | 11         | 1          | 24         |
| 2011                                                                            |                      |           |                | 32         | 17            | 15            |                          |                      | 15         |            | 32         |
| 2016                                                                            |                      |           |                | 34         | 20            | 14            |                          |                      | 15         |            | 40         |
| 2019                                                                            |                      |           |                | 37         | 23            | 14            |                          |                      | 14         | 2          | 40         |
| Fuente: Catholic-Hierarchy, que a su vez toma los datos del Anuario Pontificio. |                      |           |                |            |               |               |                          |                      |            |            |            |

## Episcopologio
- Juraj Jezerinac (25 de abril de 1997-30 de noviembre de 2015 retirado)
- Jure Bogdan, desde el 30 de noviembre de 2015